# Dereköy, Pazar
Dereköy là một thị trấn thuộc huyện Pazar, tỉnh Tokat, Thổ Nhĩ Kỳ. Dân số thời điểm năm 2011 là 1.336 người.